# Dębica Towarowa
Dębica Towarowa – stacja towarowa w Dębicy, w województwie podkarpackim, w Polsce.
Stacja ma 3 nastawnie („DT”, „DT1”, „DT11”) z urządzeniami mechanicznymi i semaforami świetlnymi. Wybudowana ok. 1930 roku, w czasie II wojny światowej została znacznie rozbudowana. Na początku lat 90. XX wieku rozebrano górkę rozrządową i tory kierunkowe. Od 1 września 2020 do 13 czerwca 2021 roku przeprowadzono prace modernizacyjne na stacji w ramach trwającego od 1 marca 2019 do 1 września 2021 roku remontu linii kolejowej na odcinku Mielec-Dębica, przy którym znajduje się stacja.